# Mathias Harzhauser

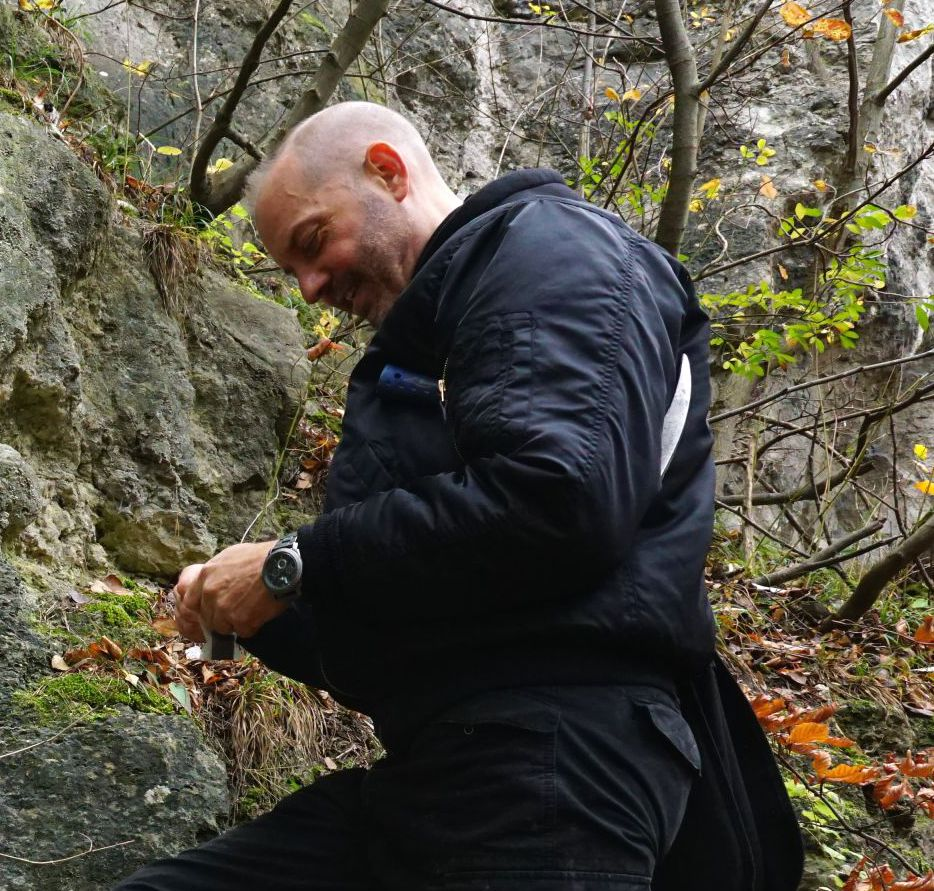
Mathias Harzhauser (2022)

Mathias Harzhauser (* 24. Mai 1973 in Hollabrunn) ist österreichischer Paläontologe. Er ist Direktor der Geologisch-Paläontologischen Abteilung des Naturhistorischen Museums Wien und Hochschullehrer an der Universität Wien.

## Leben
Mathias Harzhauser wuchs in Retz auf und maturierte 1991 am Bundesrealgymnasium Hollabrunn. Er studierte an der Universität Wien und promovierte 2000 (Paleobiogeography of the Oligocene and Lower Miocene Gastropoda of the Eastern Mediterranean and the Western Indo-Pacific) unter Werner E. Piller (Universität Graz) und Fritz F. Steininger (Senckenberg Museum Frankfurt). Nach einer durch die Deutsche Forschungsgemeinschaft (DFG) finanzierten Anstellung am Senckenberg Museum in Frankfurt am Main (1997) erfolgte 1997 eine befristete Anstellung am Naturhistorischen Museum Wien als Kurator der Mikropaläontologischen Sammlung. Nach der Umwandlung in ein unbefristetes Dienstverhältnis Im Jahr 2000 folgte 2004 die Ernennung zum Direktor der Geologisch-Paläontologischen Abteilung des Naturhistorischen Museums Wien (seit 2009 unbefristet). 2001 absolvierte er die Österreichische Verwaltungsakademie. Im Jahr 2005 habilitierte sich Harzhauser an der Universität Graz zum Thema „Miozäne Biogeographie und Biostratigraphie der Paratethys“.
Im Jahr 2022 wurde er durch den Minister für Bildung, Wissenschaft und Forschung Martin Polaschek zum Universitätsprofessor ernannt.
Seine Forschungsschwerpunkte sind Känozoische terrestrische, limnische und marine Mollusken, die Paläogeographie und Biostratigraphie der Paratethys und die biotische Entwicklung des Mittelmeeres und des Indo-Pazifiks im Känozoikum. Ein weiterer Schwerpunkt ist die Popularisierung von Wissen durch Ausstellungen und populärwissenschaftliche Publikationen. Harzhauser absolvierte zahlreiche Geländeaufenthalte in Griechenland, Italien, Türkei, Tansania, Oman, Indien, Sri Lanka und Iran im Rahmen diverser Projekte des Fonds zur Förderung der wissenschaftlichen Forschung (FWF) und der Österreichischen Akademie der Wissenschaften (ÖAW).
Harzhauser hat mehr als 400 Publikationen veröffentlicht. Neben fachspezifischen Arbeiten schrieb er gemeinsam mit dem Geologen Thomas Hofmann (GeoSphere Austria) mehrere populärwissenschaftliche Bücher, die naturwissenschaftliche Themen humorvoll aufbereiten. Als Taxonom hat er mehr als 450 neue Arten und Gattungen beschrieben. Zwei davon hat er den früheren Generaldirektoren des Naturhistorischen Museums Wien gewidmet: Perrona loetschi nach Bernd Lötsch und Perrona koeberli nach Christian Köberl. Nach Wien hat er die Turmschneckengattung Vienella Harzhauser & Landau, 2019 und die Mitrenschnecke Mitrella viennensis Harzhauser & Landau, 2021 benannt.
Er ist seit 1999 mit Elke Kreditsch verheiratet; 2014 wurde sein Sohn Hannes Leo Harzhauser geboren.

## Ausstellungen
- 1999: Erdneuzeit – Naturhistorisches Museum Wien, Saal IX
- 2000: Erdmittelalter – Naturhistorisches Museum Wien, Saal VIII
- 2001: Erdaltertum – Naturhistorisches Museum Wien, Saal VII
- 2006: Klima: Eiszeit und Heißzeit – Naturhistorisches Museum Wien, Mezzanin
- 2006: Evolution – Naturhistorisches Museum Wien, Mezzanin
- 2009: Fossilienwelt Weinviertel – Geotainmentpark, Stetten, NÖ
- 2009: Gaia-Sphere – System Erde – Naturhistorisches Museum Wien, Saal VI
- 2011: Dinosaurier – Naturhistorisches Museum Wien, Saal X
- 2023: Planet Erde – Naturhistorisches Museum Wien, Saal VI

## Auszeichnungen
- 2000: Verleihung des Erich-Thenius-Stipendiums
- 2002: Verleihung des Otto Ampferer-Preises
- 2003: Verleihung des Wissenschaftspreises der Stadt Wien
- 2017: korrespondierendes Mitglied der Österreichischen Akademie der Wissenschaften
- 2024: Wissenschaftspreis des Landes Niederösterreich

## Dedikationsnamen
14 Arten wurden nach Harzhauser benannt. Darunter der miozäne Knochenfisch Zappaichthys harzhauseri.

## Publikationen (Auswahl)
- 2023: mit Agnes Mair Die Erde: Ein dynamischer Planet Ein Führer durch die Geologisch-Paläontologische Schausammlung im Saal 6. Naturhistorisches Museum Wien, Wien, ISBN 978-3-903096-62-2
- 2022: mit Bernard Landau & Ronald Janssen: The Clavatulidae (Gastropoda, Conoidea) of the Miocene Paratethys Sea with considerations on fossil and extant Clavatulidae genera. In: Zootaxa. Band 5123, Nr. 1, 30. März 2022, ISSN 1175-5334
- 2021: Wiener Naturgeschichten vom Museum in die Stratosphare. Böhlau Verlag, Wien, ISBN 978-3-205-21384-0
- 2021: mit Bernard Landau: The Mitridae (Gastropoda: Neogastropoda) of the Miocene Paratethys Sea. In: Zootaxa. Band 4983, Nr. 1, 9. Juni 2021, ISSN 1175-5334
- 2019: mit Bernard Landau: Turritellidae (Gastropoda) of the Miocene Paratethys Sea with considerations about turritellid genera. In: Zootaxa. Band 4681, Nr. 1, 4. Oktober 2019, ISSN 1175-5334
- 2019: mit Thomas Hofmann und Reinhard Roetzel: Meeresstrand und Mammutwiese Geologie und Paläontologie des Weinviertels. Edition Winkler-Hermaden, Schleinbach, ISBN 978-3-9504625-5-5
- 2017: mit Thomas Hofmann: Haie, Goethe und die Gurken zwei schräge Naturwissenschaftler auf Expedition durch das heutige Wien. Metroverlag, Wien, ISBN 978-3-99300-287-9